# Mesosemia modulata
Mesosemia modulata is een vlindersoort uit de familie van de prachtvlinders (Riodinidae), onderfamilie Riodininae.
Mesosemia modulata werd in 1910 beschreven door Stichel.